# Kierikki kraftverksdamm
Kierikki kraftverksdamm (Kierikin vl:n yläallas) är en slags sjö i Ijo älv öster om Överijo i kommunen Uleåborg i landskapet Norra Österbotten i Finland. Sjön ligger 57,5 meter över havet. Arean är 1,51 kvadratkilometer och strandlinjen är 8,1 kilometer lång. Sjön  ingår i Ijo älvs huvudavrinningsområde.   Den ligger omkring 44 kilometer nordöst om Uleåborg och omkring 580 kilometer norr om Helsingfors. 
I sjön finns öarna Kierikkisaari, Asumasaari, Isosaari, Pyöriäsaari och Patosaari.  